# Vredeskerk (Heidelberg)
De Vredeskerk (Duits: Friedenskirche) is een protestants kerkgebouw in het Heidelberger Stadtteil Handschuhsheim, (Baden-Württemberg). De kerk werd in de jaren 1908-1910 naar het ontwerp van Hermann Behaghel gebouwd en geldt als een van zijn voornaamste werken.

## Geschiedenis

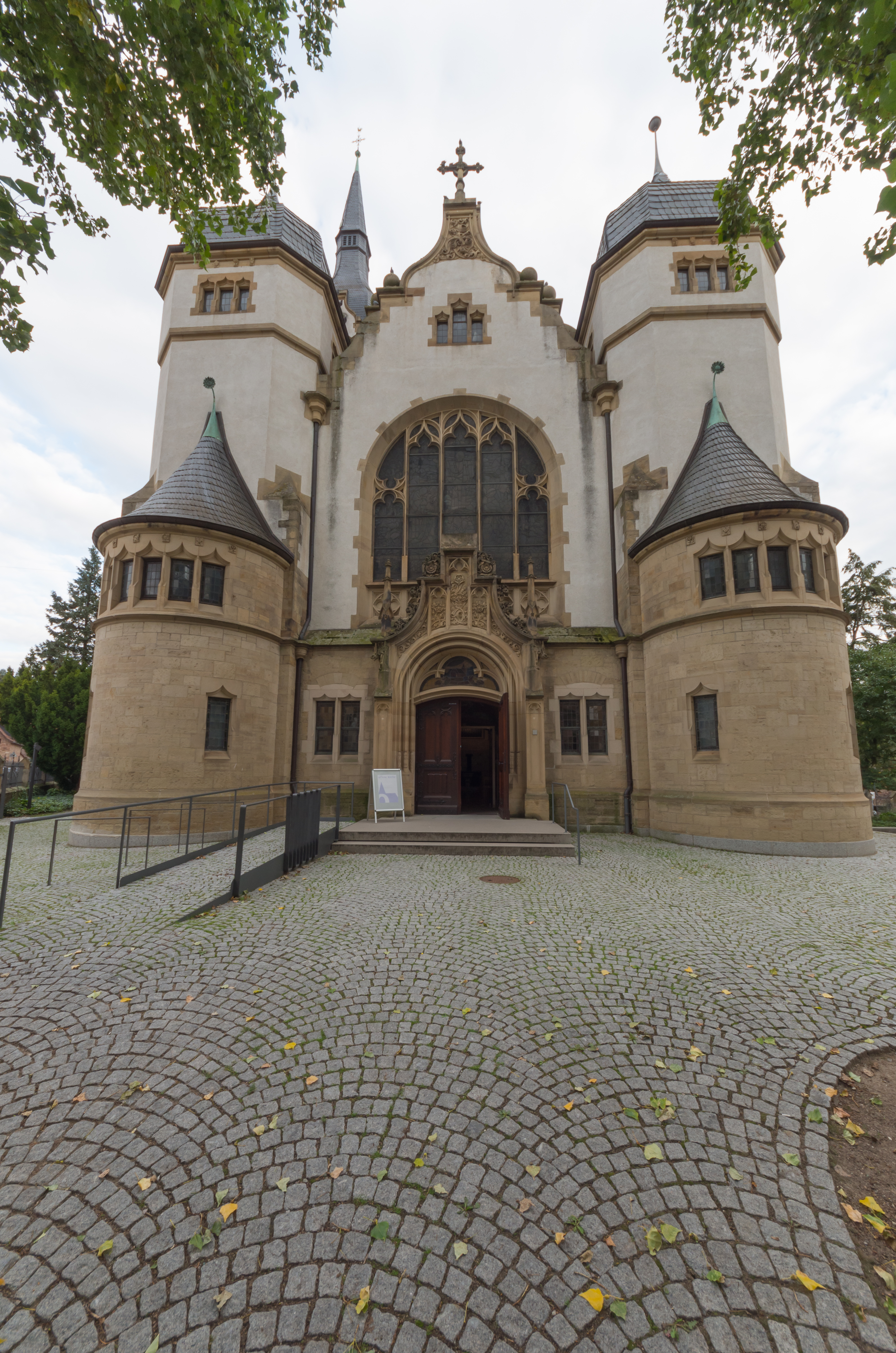
Hoofdportaal

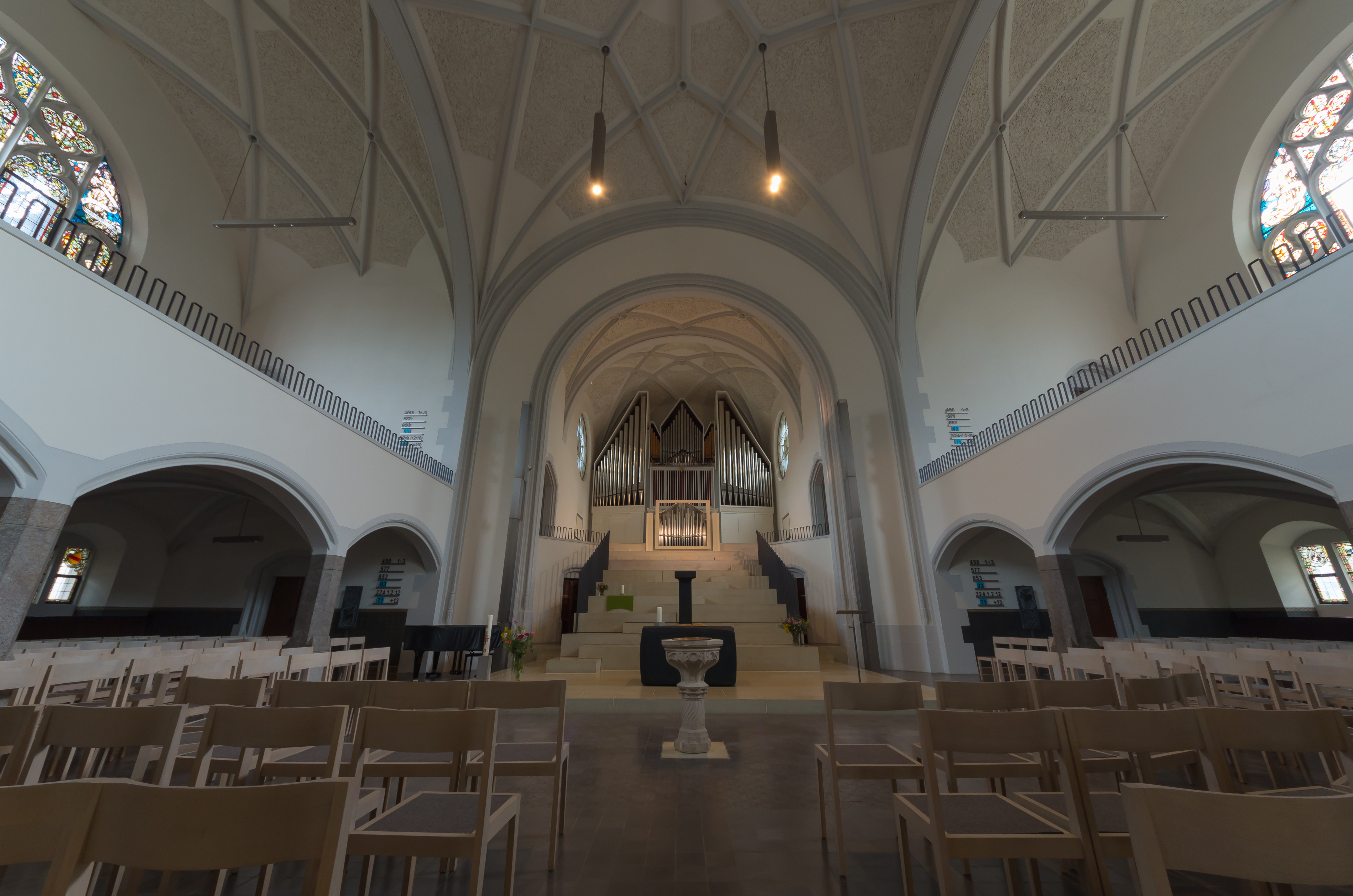
Het gerenoveerde interieur met de omstreden verbindingstrap tussen het altaar en de galerij

De oude dorpskerk van Handschuhsheim is de Sint-Vituskerk, wiens geschiedenis tot de 8e eeuw teruggaat. Het tot het katholieke Keur-Mainz horende Handschuhsheim werd in 1650 bij het protestantse Keur-Palts gevoegd en vanaf dat moment werd de oude Vituskerk als simultaankerk gebruikt. In 1905 kregen de katholieken het gebouw voor zichzelf en kort daarop werd begonnen met de bouw van een nieuwe, grotere protestantse kerk.
De architect van de nieuwbouw, Hermann Behaghel, had reeds naam verworven met de bouw van een aantal kerken, maar de Vredeskerk werd wel de meest opvallende en modernste kerk. Op 14 juni 1908 werd de eerste steen gelegd en op 29 juni 1910 konden de kerk en de bijbehorende pastorie worden ingewijd. Tijdens de Eerste Wereldoorlog moesten de klokken in 1917 ten behoeve van de wapenindustrie worden afgegeven. Ter vervanging werd in 1920 nieuwe klokken van gietstaal aangeschaft.
In de jaren 1959-1961 werd de kerk gerenoveerd. Tegelijkertijd werd een nieuw Walcker-orgel geplaatst.

## Beschrijving
Op de oostelijke hoek van de kerk is een 61 meter hoge toren aangebouwd. De noordwestelijke gevel met het hoofdportaal wordt geflankeerd door twee trappentorens. Met deze en andere torenachtige toevoegingen doet de kerk denken aan een burchtcomplex. De stijl van de kerk is een fantasievolle mengeling van laatgotische, renaissance en jugendstil invloeden.
Het kerkgebouw is gebaseerd op een grieks kruis en als een typische preekkerk ontworpen met aan vier zijden galerijen. Daarmee beantwoordt het gebouw aan de eisen van het zogenaamde Wiesbadener Programm, dat de functionaliteit van de ruimte boven alles stelt en de eenheid van kansel, altaar en orgel propageert. Tot de renovatie van 1959-1961 bevonden deze zich in één lijn over- respectievelijk achter elkaar. Naast de opheffing van deze opstelling werd tijdens deze renovatie ook de kleurrijke beschildering van een sterrenhemel en het rankenwerk verwijderd. De ramen van de kerk stammen uit de bouwperiode en werden door Rudolf Yelin ontworpen.

## Verbouwing
In de jaren 2011-2012 werd de Vredeskerk na lange discussies gerenoveerd en verbouwd. Het was de bedoeling de ruimte weer zoveel mogelijk in de oorspronkelijke staat terug te brengen en de in het kader van de renovatie van 1959-1961 opgeheven axiale opstelling van orgel, kansel en altaar in moderne vormen te herstellen.
Het nieuwe bronzen altaar werd naar het midden verschoven. Daarachter verbindt een grote trap de ruimte met de orgelgalerij, waar zowel plaats is voor musici als voor de predikant. De inbouw van deze trap was omstreden en leidde tot heftige tegenstellingen in de kerkelijke gemeente. Op 30 september 2012 werd de gerenoveerde kerk opnieuw in gebruik genomen,